# Trichacoides scutellaris
Trichacoides scutellaris är en stekelart som beskrevs av Alan Parkhurst Dodd 1914. Trichacoides scutellaris ingår i släktet Trichacoides och familjen gallmyggesteklar. Inga underarter finns listade i Catalogue of Life.